# Porites aranetai
Porites aranetai är en korallart som beskrevs av Nemenzo 1955. Porites aranetai ingår i släktet Porites och familjen Poritidae. IUCN kategoriserar arten globalt som sårbar. Inga underarter finns listade i Catalogue of Life.